# مقاطعة أوتاوا (أوهايو)
مقاطعة أوتاوا (بالإنجليزية: Ottawa County)‏ هي إحدى مقاطعات ولاية أوهايو في الولايات المتحدة الأمريكية.

## أعلام
- كريستال باورسوكس